# 三フッ化酸化バナジウム(V)
三フッ化酸化バナジウム(V)（さんフッかさんかバナジウム ご、英: vanadium(V) trifluoride oxide）は、化学式が VOF3 と表されるバナジウムの化合物である。いくつかの三ハロゲン化酸化バナジウムの1つである。低周期金属元素のフッ化物によく見られるように、固体では重合して層状のポリマーになっているが、蒸発すると二量体となる。対照的に VOCl3 と VOBr3 では室温で液体は揮発性で、どの相でも四面体形を保っている。
有機合成では VOF3 は例えばバンコマイシンとその誘導体の合成のような、フェノール環の酸化カップリングにしばしば使用される。これらの使用例において、VOF3 は通常トリフルオロ酢酸溶液の状態で用いられる。